# سوئیس (کارولینای جنوبی)
سوئیس (به انگلیسی: Switzerland) یک منطقهٔ مسکونی در ایالات متحده آمریکا است که در کارولینای جنوبی واقع شده‌است.